# 丹尼·多林
丹尼·多林（Danny Dorling, 1968年1月16日—）是英國社會地理學家。於1989年畢業於紐卡索大學，獲得地理學、數學和統計學榮譽理學學士學位，1991年獲得博士學位。1996年起，他開始於布里斯托大學地理科學學院任教，2000年，他被任命為利茲大學定量人文地理學教授。2003年至2013年任謝菲爾德大學人文地理學教授。2013年起，多林任教於牛津大學。
其專長為透過繪製地圖以分析和評論英國人口統計數據。2005年，他與他人共同創立了基於互聯網的Worldmapper項目，該項目目前擁有大約700張世界地圖和國際統計數據表格。他也在廣播、電視和報紙上發表文章。
多林於2007年至2017年擔任製圖師協會名譽主席。

## 政治觀點
在2015年9月至2020年4月期間，多林表態支持傑里米·科爾賓擔任工黨領袖。2016年 5月，多林表示：“傑里米·科爾賓可以對付那些利用移民來煽動恐懼和仇恨的狂熱分子和偏執狂。他的熱門人選呼籲不是基於煽動當前的偏見。它是基於信念、愛和同情心。你要多憤世嫉俗才能看不到其中的希望和可能性？”。

## 外部連結
- 官方网站